# Tapira, Minas Gerais
Tapira este un oraș în Minas Gerais (MG), Brazilia.